# Namık
Namık ist ein türkischer männlicher Vorname arabischer Herkunft mit der Bedeutung „der Schriftsteller“. Außerhalb des türkischen Sprachraums, insbesondere in Albanien und Aserbaidschan, kommt die Form Namik vor.

## Namensträger

### Osmanische Zeit
- Mehmed Namık Pascha (1804–1892), osmanischer Staatsmann und Militärreformer
- Namık Kemal (1840–1888), türkischer Dichter und Schriftsteller

### Vorname
- Namik Dokle (* 1946), albanischer Journalist, Schriftsteller und Politiker
- Namık Güner Erpul (* 1957), türkischer Diplomat
- Namık Kemal Ersun (1915–1988), türkischer General
- Namık Tan (* 1956), türkischer Diplomat
- Namık Kemal Yolga (1914–2001), türkischer Diplomat
- Namık Kemal Zeybek (* 1944), türkischer Politiker und Kolumnist

## Sonstiges
- Namık-Kemal-Gymnasium Gazimağusa, Gymnasium in Nordzypern
- Namık Kemal Üniversitesi, Universität im türkischen Tekirdağ